# Дубранец
Дубранец је насељено место у саставу Града Велике Горице, у Туропољу, Хрватска.

## Становништво
На попису становништва 2011. године, Дубранец је имао 349 становника.

## Попис1991.
На попису становништва 1991. године, насељено место Дубранец је имало 320 становника, следећег националног састава:
| Попис 1991.‍ | Попис 1991.‍ | Попис 1991.‍ | Попис 1991.‍ | Попис 1991.‍ |
| ----------- | ----------- | ----------- | ----------- | ----------- |
|             |             |             |             |             |
| Хрвати      | Хрвати      |             | 315         | 98,43%      |
| Југословени | Југословени |             | 4           | 1,25%       |
| непознато   | непознато   |             | 1           | 0,31%       |
| укупно: 320 |             |             |             |             |